# Ossiannilssonola hermione
Ossiannilssonola hermione är en insektsart som först beskrevs av Mcatee 1926.  Ossiannilssonola hermione ingår i släktet Ossiannilssonola och familjen dvärgstritar. Inga underarter finns listade i Catalogue of Life.